# Bennet Hundt
Bennet Hundt (* 20. August 1998 in Berlin) ist ein deutscher Basketballspieler.
Er ist der jüngere Bruder von Jannes Hundt.

## Laufbahn
Hundt spielte in der Jugend des DBV Charlottenburg sowie des TuS Lichterfelde und sammelte im Spieljahr 2013/14 in der 2. Regionalliga zudem erste Erfahrungen im Herrenbereich. Während der Saison 2014/15 besuchte er die Dalton High School im US-Bundesstaat Georgia und gehörte zu den Leistungsträgern der Basketball-Schulmannschaft. Bereits sein Vater Oliver hatte einst ein Austauschjahr an der Dalton High School absolviert. Vater Oliver spielte in der zweiten und Mutter Angela in der ersten Basketball-Bundesliga.
Nach seiner Rückkehr in die Heimat schloss sich Hundt zur Saison 2015/16 Alba Berlin an. Er spielte in der Jugend, aber auch in der zweiten Herrenmannschaft des Klubs in der ersten Regionalliga. Dank einer „Doppellizenz“ verbuchte er ab der Saison 2016/17 darüber hinaus auch Einsätze für Albas Kooperationsverein SSV Lokomotive Bernau in der 2. Bundesliga ProB.
Am 15. Oktober 2017 gab er unter dem als Nachwuchsförderer bekannten Trainer Aíto García Reneses im Alba-Hemd seinen Einstand in der Basketball-Bundesliga. Anfang Januar 2018 erlitt er einen Mittelfußbruch im rechten Fuß. In der Punktrunde der Saison 2018/19 führte er die Bernauer in der 2. Bundesliga ProB in der statistischen Wertung „Korbvorlagen pro Spiel“ mit 6,6 an und erzielte mit 14,6 Punkten zudem den dritthöchsten mannschaftsinternen Wert. In einer Abstimmung der 2. Bundesliga wurde Hundt im Anschluss an die Saison 2018/19 als „Youngster des Jahres“ der ProB ausgezeichnet.
In der Sommerpause 2019 wurde er vom Bundesligisten BG Göttingen verpflichtet. 2020 wechselte er nach guten Leistungen bei den „Veilchen“ (27 Bundesliga-Spiele, 9,4 Punkte/Einsatz) gemeinsam mit Trainer Johan Roijakkers von Göttingen zu Brose Bamberg. Hundt war in der Saison 2020/21 mit 4,3 Vorlagen je Begegnung bester Bamberger Korbvorbereiter und erzielte des Weiteren 8,7 Punkte je Begegnung. Im Juni 2021 unterzeichnete Hundt einen Zweijahresvertrag bei den EWE Baskets Oldenburg, sein Vater Oliver spielte in den frühen 1990er Jahren für deren Vorgängermannschaft Oldenburger TB.
Im Januar 2023 wechselte Hundt innerhalb der Bundesliga zu den MLP Academics Heidelberg. Er spielte bis zum Ende der Saison 2023/24 für die Mannschaft. Hundt wechselte in der Sommerpause zum spanischen Zweitligaverein Grupo Alega Cantabria.

### Nationalmannschaft
Hundt nahm als Mitglied der deutschen Jugend-Nationalmannschaften an der U16-Europameisterschaft 2014, an der U18-Europameisterschaft 2016 sowie der der U19-Weltmeisterschaft 2017 teil. Anfang Juni 2018 erhielt er die Berufung in die U20-Nationalmannschaft und gewann mit der Auswahl im Folgemonat die Bronzemedaille bei der Heim-EM in Chemnitz. Hundt kam während des Turniers auf Mittelwerte von vier Punkten und 3,1 Korbvorlagen je Begegnung. 2019 wurde er in die A2-Nationalmannschaft berufen. Anfang Februar 2020 wurde er erstmals in die deutsche Herrennationalmannschaft berufen und im selben Monat in einem EM-Qualifikationsspiel gegen Frankreich als A-Länderspieldebütant eingesetzt.